# ハリエット・スミスソン

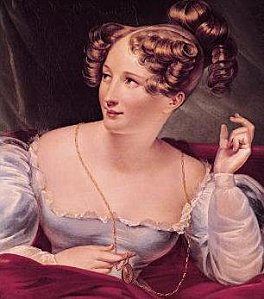
ハリエット・スミスソン（1832年、作者不詳）

ハリエット・スミスソン（Henrietta Constance (Harriet) Smithson, 1800年 - 1854年3月3日）は、アイルランド出身の女優。ハリエット・スミッソンとも表記される。フランスの作曲家エクトル・ベルリオーズが、彼女への感情から『幻想交響曲』の着想を得たこと、またベルリオーズの最初の妻となったことで知られる。

## 経歴
1800年、劇場のマネージャーの娘として生まれ、1815年にダブリンのクロウ・ストリート・シアターで舞台デビューする。3年後にはロンドンに進出したが、イギリスでは成功しなかった。
1827年、パリのオデオン座でシェイクスピア劇の公演を行い、『ロミオとジュリエット』のジュリエット、『ハムレット』のオフィーリアなどヒロインを演じ、人気女優となった。ベルリオーズは彼女に猛烈な恋心を抱き、劇場へ通いつめ、頻繁に手紙を出したが、まだ無名の駆け出し作曲家にすぎなかったベルリオーズに有名人であるハリエットが振り向くことはなかった。ベルリオーズは彼女に対して憎悪の念を抱くようになり、それらの感情から『幻想交響曲』を作曲した。
ベルリオーズは1830年、ローマ賞第一等を受賞してローマに留学し、作曲家としての道を着実に歩み始める。ベルリオーズは、マリー・モークというピアニストとの婚約と破談の後、1832年5月、留学を終えて南フランスの実家へ帰り、1832年11月、演奏会開催のため再びパリへ戻った。同じ頃、ハリエット率いる劇団もパリに滞在し、ハリエットはベルリオーズの演奏会に姿を見せた。この演奏会では『幻想交響曲』の再演、およびその続編である独白劇『レリオ、または生への回帰』の初演が行われた。
ハリエットはこの時までベルリオーズのことは記憶に留めておらず、この演奏会が実は彼女自身を主題としたものであることにも気づかずに出席していた。しかし、プログラムに記された言葉や他の聴衆の注視からこの交響曲のヒロインが自分であることに気づき、またこの演奏会は涙を流すほどの強い衝撃を彼女に与えた。これを契機として交際が始まり、翌1833年10月に2人は結婚し、翌年には長男ルイが生まれた。この頃にはハリエットは、馬車から落ちて重傷を負ったこともあって女優として下り坂となっており、新進作曲家として名を上げつつあったベルリオーズを頼ることもあったという事情もある。
しかし、ふたりの夫婦仲はすぐに冷え込み、両者は1840年頃から別居した。1854年に彼女が亡くなると、ベルリオーズはすでに同棲していた歌手のマリー・レシオと再婚した。